# بیمارستان آمری
بیمارستان آمری (به انگلیسی: AMRI Hospitals) بیمارستانی در بنگلادش است که در ۱۹۹۶ میلادی ساخته شد.